# Marc Kilchenmann
Marc Kilchenmann (* 18. Juni 1970 in Bern) ist ein Schweizer Komponist, Fagottist und Verleger.

## Biografie
Marc Kilchenmann ist als Komponist, Fagottist und Verleger tätig. Er studierte Fagott bei Ingo Becker und Eckart Hübner sowie Komposition bei Urs Peter Schneider.
Als Fagottist ist er Mitglied der basel sinfonietta, der Ensembles La Strimpellata und Neue Horizonte Bern.
Die Werkliste von Kilchenmann umfasst bis heute etwa dreissig Kompositionen. Dazu gehören Klavierstücke, Kammermusik mit oder ohne Live-Elektronik, Orchestermusik und konzeptuelle Musik. Seine jüngsten grösseren Werke sind die Seghers-Tetralogie für Traversflöte und Streichquartett und egregoros für Steamboat Switzerland.
Er ist Mitgründer des aart-verlags, Bern und betreut die Gesamtausgaben von Hermann Meier, Urs Peter Schneider und Peter Streiff.
Kilchenmann ist Dozent für Improvisation-Komposition und für Fachdidaktik an der Hochschule der Künste Bern.

## Diskografie
- Vertrautheitsselig auf Eis. Für Klavier und Sechzehntelton-Klavier. Dominik Blum, Edition Zeitklang, 2002.
- egregoros. Ein Stück nach Heraklit für E-Bass und Percussion sowie eine Hammondorgel, 3 E-Bässe, Percussion und 2–8 Blasinstrumente ad lib. db-records, 2013
- Wandmusik. Musik für Tasteninstrumente von Hermann Meier, Marc Kilchenmann, Herman van San, dbwaves (003). Darin: ideai. 2014/15, ein Stück nach Demokritos für obligates Klavier und 1–7 Tasteninstrumente ad lib.